# Литвенский сельсовет
Литвенский сельсовет (бел. Літве́нскі сельсавет) — административная единица на территории Столбцовского района Минской области Республики Беларусь. Административный центр — деревня Литва.

## Географическое положение
Литвенский сельский Совет депутатов расположен в 40 километрах севернее районного центра Столбцы. Сельсовет граничит с Деревнянским, Налибокским и Рубежевичским сельсоветами, с Воложинским и Дзержинским  районами Минской области.

## История
В 1939 году после присоединения Западной Беларуси к БССР, на местах были созданы временные органы власти, существовавшие до марта 1940 года.
В марте 1940 года в соответствии с Указом Президиума Верховного Совета БССР были проведены выборы в местные Советы депутатов трудящихся. В это время в числе других местных Советов был избран Литвенский сельский Совет
С июня 1941 по июль 1944 деятельность сельсовета временно приостанавливалась в связи с немецко-фашистской оккупацией территории Белорусской ССР.
С 1940 по июнь 1941 года, с июля 1944 года по 1954 год сельсовет входил в состав Ивенецкого района Барановичской области.
С 1954 года по 1962 год Литвенский сельский Совет входил в состав Ивенецкого района Молодечненской области
С 1962 года по настоящее время входит в состав Столбцовского района Минской области. В 1962 году в результате проводимых укрупнений часть деревень, входящих в состав Волменского сельского Совета включены в Литвенский сельский Совет. Это деревни: Наборовщина, Шлешинщина, Бобровщина, Рудевичи, Дубники, Собковщина, Апоновщина, Воропаи, Тисковщина, Рочевичи, Гудели, Кунаши, Курочки, Борзди, Юзофин, Бутримовщина, Морги.
В 1976 году из Литвенского сельсовета в состав Тесновского сельского Совета были переданы деревни: Серкули, Куль, Судевичи, Драздовщина, Денисы, Сапутевичи.

## Состав
Литвенский сельсовет включает 41 населённый пункт:
- Алешковец — хутор
- Апоновщина — деревня
- Борзди — деревня
- Белановщина — деревня
- Бутьковичи — деревня
- Василевщина — деревня
- Вирловичи — деревня
- Воропаи — деревня
- Гудели — деревня
- Гурновщина — деревня
- Денисы — деревня
- Дубники — деревня
- Дроздовщина — деревня
- Дявги — деревня
- Заменка — деревня
- Запольцы — деревня
- Зеневичи — деревня
- Катериндаль — деревня
- Кондратовичи — деревня
- Кондратовщина — деревня
- Куль — деревня
- Кунаши — деревня
- Курочки — деревня
- Мешичи — деревня
- Литва — деревня
- Осово — деревня
- Петриловичи — деревня
- Петрово — хутор
- Рочевичи — агрогородок
- Рудевичи — деревня
- Сапутевичи — деревня
- Серкули — деревня
- Слободка — деревня
- Сопковщина — деревня
- Судевичи — деревня
- Сула — деревня
- Тесновая 1 — деревня
- Тесновая 2 — деревня
- Тисковщина — деревня
- Толкачёвщина — деревня
- Шпаки — деревня

## Производственная сфера
- СПК «Рочевичи»

## Социально-культурная сфера
- Учреждения образования и дошкольные заведения: Литвенская ГОСШ, Рочевичская ГОСШ, Литвенский детский сад
- Медицинское обслуживание: Рочевичский ФАП, Литвенский ФАП, Рубежевичская участковая больница
- Учреждения культуры: Литвенский сельский Дом культуры, Литвенская сельская библиотека, Рочевичский клуб-библиотека, Тисковщинский клуб-библиотека.

## Культура и досуг
- В д. Сула расположен усадебно-парковый комплекс «Панскі маёнтак Сула» - историко-культурный и туристический комплекс. На его основе создан Парк-музей интерактивной истории "Сула"[1]
- Музей-усадьба «Дзержиново» в х. Дзержиново, д. Петриловичи

## Достопримечательности
- В деревне Сула имеются остатки старинных зданий, являющихся элементами комплексной историко-культурной ценности «Остатки бывшей усадьбы», включенной под шифром 1А1Е300013 в Государственный список историко-культурных ценностей Республики Беларусь.
- Римско-католический приход Матери Божией Ченстоховской в аг. Рочевичи
- В д. Куль - католическая каплица
- Римско-католический костёл Святого Максимилиана в д. Тесновая 1
- Церковь «Георгия Победоносца» в д. Слободка